# Artemis Fowl - Il codice Eternity
Artemis Fowl - Il codice Eternity (Artemis Fowl: The Eternity Code) è un romanzo fantasy per ragazzi del 2003 scritto da Eoin Colfer. È il terzo libro del ciclo di Artemis Fowl.

## Trama
Artemis Fowl, grazie alle armi della LEP e alla loro tecnologia avanzatissima, crea il Cubo, un "supercomputer" che unisce tecnologia umana ed elfica. Il Cubo non ha prezzo, ma viene usato per ricattare il magnate statunitense dei computer Jon Spiro: Artemis gli propone di tenerlo fuori dal mercato per dodici mesi, tempo più che sufficiente a Spiro per svendere le sue azioni e acquistare quelle delle future Industrie Fowl. Questa volta Artemis ha sbagliato i conti: Spiro riesce a sottrargli il Cubo e la sua guardia del corpo, Arno Tozz, ferisce mortalmente Leale.
Grazie al sangue freddo di Artemis e all'intervento provvidenziale di Spinella Tappo, Leale sopravvive, anche se con qualche capello bianco in più. Il Cubo è un pericolo per il Popolo: pur se protetto dal Codice Eternity, creato appositamente da Fowl jr, nelle mani sbagliate potrebbe trasformarsi in una catastrofe per gli Strati Inferiori. 
Nel frattempo, Spiro, accortosi di non poter usare il Cubo, chiede alla mafia di Chicago di inviare qualcuno in Irlanda per prelevare il giovane Fowl. Carla Frazetti, la figlioccia del boss locale, invia due uomini, un ferraiolo (chi maneggia le armi) e una scimmia (che apre le porte): quest'ultimo è un tale Lance Escava, già noto come Bombarda Sterro, nano cleptomane in incognito. Saputo l'obiettivo della missione, Bombarda accetta l'incarico con l'intenzione di boicottare l'operazione e salvare l'amico. 
Parte così la missione di recupero del Cubo, che coinvolge anche Juliet Leale, sorella della guardia del corpo, con la regia del centauro Polledro.
A missione compiuta, Polledro fa uno spazzamente ad Artemis, Juliet e Leale, per evitare che il ragazzo s'immischi ancora con la vita del Popolo.

## Messaggio segreto
Come in ogni libro della serie Artemis Fowl sotto ogni pagina vi sono scritte delle parole; in questo libro sono scritte con il Codice Eternity, più complicato e difficile da decifrare degli altri, perché si basa su delle barre messe sopra e sotto una linea immaginaria. Per decifrare il codice bisogna partire dagli indizi lasciati da Eoin, come la dedica alla Famiglia Power, la scritta sulla copertina e il lato del libro con copertina dura, dove è scritto Eoin Colfer Artemis Fowl in codice Eternity.

## Edizioni
- Eoin Colfer, Artemis Fowl - Il codice Eternity, traduzione di Angela Ragusa, collana Oscar bestsellers, Arnoldo Mondadori Editore, 2003,  p. 326, ISBN 88-04-52267-4.